# Psychotria chonantha
Psychotria chonantha là một loài thực vật có hoa trong họ Thiến thảo. Loài này được (Gilli) Sohmer miêu tả khoa học đầu tiên năm 1988.